# Graham Greene (színművész)
Graham Greene (Ohsweken, Ontario, Kanada, 1952. június 22. –) Grammy-díjas kanadai színész.

## Fiatalkora
Greene oneida származású, a Six Nations (Hat nemzet) rezervátumban született Ohswekenben (Ontario, Kanada). Szülei Lillian és John Greene, apja mentőautó sofőr és karbantartó volt. Fiatalkorát Hamiltonban (Ontario) töltötte. Első találkozása a filmiparral akkor történt, amikor Newfoundland és Labrador tartományban hangtechnikus volt egy rockegyüttes mellett. A The Centre for Indigenous Theatre színházi iskolában érettségizett 1974-ben, majd torontói és angliai színházakban kezdett feltűnni.

## Színészi pályafutása
Első televíziós szerepe a Great Detective című sorozatban volt 1979-ben, első mozifilmje pedig 1983-ban a Running Brave című dráma. Legsikeresebb filmszerepét 1990-ben a Farkasokkal táncoló című filmben játszotta, amiért Oscar-díjra jelölték. Ezután több televíziós sorozat (Miért éppen Alaszka?, Végtelen határok) és film következett, egyebek mellett Bruce Willis és Samuel L. Jackson oldalán feltűnt a Die Hard – Az élet mindig drága című akciófilmben is.
1992-ben az utolsó yahit alakította az HBO The Last of His Tribe című drámájában. 1994-től egy gyermeksorozatban (The Adventures of Dudley the Dragon) kapott szerepet, melyért 1994-ben és 1998-ban is Gemini-díjat nyert. 1997-ben depressziós időszakot élt át, kórházi kezelésre is szorult. 1999-ben a többszörös Oscar-díj-jelölt Halálsoron című filmben, 2001-ben pedig a kilenc epizódos Wolf Lake című sorozatban szerepelt. 2004-ben a Gemini-díj átadásának eseményén Earle Grey-díjban részesült.
2005-ben a Transamericában egy transzszexuális nő szerelmeként tűnt fel. 2006-ban a The War that Made America című dokumentumsorozat műsorvezetője volt, mely a 18. századi francia-indián háborúról szólt. Ugyanebben az évben a Stratford Festival of Canada bejelentette, hogy Greene főszerepet kap 2007-es A velencei kalmár és az Egerek és emberek című produkcióikban.
Greene narrátora volt az általánosan elismert Tecumseh! című drámának, mely a híres sóni indiánfőnök, Tecumseh életét mutatta be. Indián alakítása volt még a sziú főnök, Ülő Bika a Historica egy rövid műsorában.
További olyan filmsorozatokban kapott még szerepeket, mint a Gyilkos számok, a The Red Green Show, majd 2009-ben az Alkonyat-újhold című filmben szerepelt.

## Válogatott filmográfia

### Film
| Év   | Magyar cím                      | Eredeti cím                  | Szerep                      | Magyar hang       |
| ---- | ------------------------------- | ---------------------------- | --------------------------- | ----------------- |
| 1983 |                                 | Running Brave                | Eddie Mills                 |                   |
| 1985 | Amerika fegyverben              | Revolution                   | Ongwata                     |                   |
| 1989 | Az ősök földjén                 | Powwow Highway               | vietnami veterán            |                   |
| 1990 | Farkasokkal táncoló             | Dances with Wolves           | Vergődő Madár               | Cs. Németh Lajos  |
| 1990 | Farkasokkal táncoló             | Dances with Wolves           | Vergődő Madár               | Balázsi Gyula     |
| 1991 |                                 | Clearcut                     | Arthur                      |                   |
| 1992 | Viharszív                       | Thunderheart                 | Varjúló Walter              | Gyürki István     |
| 1992 | Eső mennydörgés nélkül          | Rain Without Thunder         | író                         |                   |
| 1993 | Őrjítő kétely                   | Benefit of the Doubt         | Calhoun                     | Barbinek Péter    |
| 1994 |                                 | Camilla                      | Hunt Weller                 |                   |
| 1994 | Vad világ                       | Savage Land                  | Skyano                      |                   |
| 1994 | Maverick                        | Maverick                     | Joseph                      | Cs. Németh Lajos  |
| 1994 | Világgá mentem                  | North                        | alaszkai apuka              | Melis Gábor       |
| 1994 | Világgá mentem                  | North                        | alaszkai apuka              | Sótonyi Gábor     |
| 1994 | Világgá mentem                  | North                        | alaszkai apuka              | Bácskai János     |
| 1994 | Huck és a szívkirály            | Huck and the King of Hearts  | Jim                         |                   |
| 1995 | Die Hard – Az élet mindig drága | Die Hard with a Vengeance    | Joe Lambert nyomozó         | Bezerédi Zoltán   |
| 1995 | Die Hard – Az élet mindig drága | Die Hard with a Vengeance    | Joe Lambert nyomozó         | Mihályi Győző     |
| 1997 | Kicsi Fa az indiánok között     | The Education of Little Tree | Fűzfa John                  | Haás Vander Péter |
| 1997 | Sebzett vad                     | Wounded                      | Nick Rollins                | Papp János        |
| 1997 | Hiawatha éneke                  | Song of Hiawatha             | O Kagh                      |                   |
| 1998 | Összetört képmás                | Shattered Image              | nyomozó                     | Cs. Németh Lajos  |
| 1998 |                                 | The Herd                     | Andrew Bahr (hangja)        |                   |
| 1999 | Szürke bagoly                   | Grey Owl                     | Jim Bernard                 | Melis Gábor       |
| 1999 | Halálsoron                      | The Green Mile               | Arlen Bitterbuck            | Garai Róbert      |
| 1999 |                                 | Misery Harbour               | Burly                       |                   |
| 2000 |                                 | Desire                       | Connor                      |                   |
| 2001 |                                 | Lost and Delirious           | Joe Menzies                 |                   |
| 2001 | Karácsony a fellegekben         | Christmas in the Clouds      | Earl                        |                   |
| 2002 |                                 | Duct Tape Forever            | Edgar K. B. Montrose        |                   |
| 2002 | Kutyabajnok                     | Snow Dogs                    | Peter Yellowbear            | Cs. Németh Lajos  |
| 2002 |                                 | Skins                        | Mogie Yellow Lodge          |                   |
| 2004 |                                 | Phil the Alien               | Wolf                        |                   |
| 2005 | Transamerica                    | Transamerica                 | Calvin Many Goats           | Balázsi Gyula     |
| 2006 |                                 | A Lobster Tale               | seriff                      |                   |
| 2007 | Dutyimadár szabadlábon          | All Hat                      | Jim Burns                   | Tolnai Miklós     |
| 2007 |                                 | Just Buried                  | Henry Sanipass              |                   |
| 2007 |                                 | Breakfast with Scot          | Bud Wilson                  |                   |
| 2008 |                                 | Turok: Son of Stone          | sámán / idős férfi (hangja) |                   |
| 2009 | Alkonyat – Újhold               | The Twilight Saga: New Moon  | Harry Clearwater            | Cs. Németh Lajos  |
| 2010 | Casino Jack                     | Casino Jack                  | Bernie Sprague              | Kajtár Róbert     |
| 2010 | Egy törvényen kívüli Kanadában  | Gunless                      | Two Dogs (cameo)            | Garamszegi Gábor  |
| 2010 |                                 | The Legend of Secret Pass    | nagyapa (hangja)            |                   |
| 2013 |                                 | Chasing Shakespeare          | Mr. Mountain                |                   |
| 2013 |                                 | Atlantic Rim                 | Hadley admirális            |                   |
| 2013 |                                 | Maïna                        | Mishte-Napeu                |                   |
| 2014 | Téli mese                       | Winter's Tale                | Humpstone John              | Törköly Levente   |
| 2014 |                                 | Corner Gas: The Movie        | halász (cameo)              |                   |
| 2015 |                                 | Unnatural                    | Buffalo                     |                   |
| 2017 | Wind River – Gyilkos nyomon     | Wind River                   | Ben                         | Papp János        |
| 2017 | A viskó                         | The Shack                    | Papa                        | Cs. Németh Lajos  |
| 2017 | Elit játszma                    | Molly's Game                 | Dustin Foxman bíró          | Dózsa László      |
| 2018 |                                 | Through Black Spruce         | Leo                         |                   |
| 2018 | Bárkák vagyunk                  | We Are Boats                 | Cliff                       |                   |
| 2019 | Árnyfarkasok                    | Shadow Wolves                | Nabahe                      |                   |
| 2019 |                                 | Astronaut                    | Len                         |                   |
| 2020 |                                 | A Dark Foe                   | The Cradle                  |                   |
| 2021 | Agancs                          | Antlers                      | Warren Stokes               | Cs. Németh Lajos  |
| 2021 | A farkas és az oroszlán         | The Wolf and the Lion        | Joe                         | Barbinek Péter    |

### Televízió
| Év        | Magyar cím                       | Eredeti cím                                     | Szerep                        | Megjegyzések                                              |
| --------- | -------------------------------- | ----------------------------------------------- | ----------------------------- | --------------------------------------------------------- |
| 1981      |                                  | Read All About It!                              | John Norton                   | 1 epizód                                                  |
| 1986      |                                  | Spirit Bay                                      | Pete "Baba" Green             | 1 epizód                                                  |
| 1986–1988 |                                  | The Campbells                                   | Irokéz törzsfőnök             | 3 epizód                                                  |
| 1987      | Power kapitány és a jövő katonái | Captain Power and the Soldiers of the Future    | Cherokee                      | 1 epizód                                                  |
| 1987      |                                  | Street Legal                                    | Paulo                         | 1 epizód                                                  |
| 1988      |                                  | 9B                                              | Dan Jackson                   | minisorozat                                               |
| 1989      |                                  | Where the Spirit Lives                          | Komi apja                     | tévéfilm                                                  |
| 1990      |                                  | Lost in the Barrens                             | Mewasin                       | tévéfilm                                                  |
| 1991      |                                  | L.A. Law                                        | Dan Wauneka                   | 1 epizód                                                  |
| 1992      | Az utolsó yahi indián            | The Last of His Tribe                           | Ishi                          | tévéfilm                                                  |
| 1992–1993 | Miért éppen Alaszka?             | Northern Exposure                               | Leonard                       | mellékszereplő                                            |
| 1992–1994 | Gyilkos sorok                    | Murder, She Wrote                               | Sam Keeyani / Peter Henderson | 2 epizód                                                  |
| 1993      |                                  | Cooperstown                                     | Raymond Maracle               | tévéfilm                                                  |
| 1993      |                                  | North of 60                                     | Rico Nez                      | 1 epizód                                                  |
| 1993      | Indián szív                      | The Broken Chain                                | Béketeremtő                   | tévéfilm                                                  |
| 1994      |                                  | Lonesome Dove: The Series                       | Red Hawk                      | 3 epizód                                                  |
| 1994–2006 |                                  | The Red Green Show                              | Edgar K. B. Montrose          | mellékszereplő                                            |
| 1994–1997 |                                  | The Adventures of Dudley the Dragon             | Mr. Crabby Tree               | mellékszereplő                                            |
| 1995      |                                  | Happily Ever After: Fairy Tales for Every Child | Barna medve (hangja)          | 1 epizód                                                  |
| 1996      | Végtelen határok                 | The Outer Limits                                | Fegyverzeti főtiszt           | 1 epizód                                                  |
| 1996      | Nyomkereső                       | The Pathfinder                                  | Chingachgook                  | - tévéfilm - magyar hangja: - Papp János                  |
| 1997–2001 |                                  | Exhibit A: Secrets of Forensic Science          | önmaga                        | műsorvezető                                               |
| 2000      |                                  | Big Wolf on Campus                              | Ferryman                      | 1 epizód                                                  |
| 2000–2001 |                                  | Cover Me                                        | Michael Nighthorse            | 4 epizód                                                  |
| 2001–2002 | Wolf Lake                        | Wolf Lake                                       | Mr. Sherman Blackstone        | - tévéfilm - magyar hangja:[forrás?] - Balázsi Gyula      |
| 2002      |                                  | The New Beachcombers                            | Colin Reid                    | tévéfilm                                                  |
| 2003      |                                  | Mister Sterling                                 | Jackson                       | 1 epizód                                                  |
| 2003      |                                  | Shattered City: The Halifax Explosion           | Elijah Cobb                   | minisorozat                                               |
| 2005      |                                  | The Collector                                   | George                        | 1 epizód                                                  |
| 2005      | A medvementő                     | Spirit Bear: The Simon Jackson Story            | Lloyd Blackburn               | - tévéfilm - magyar hangja: - Uri István                  |
| 2005      |                                  | Into the West                                   | Conquering Bear               | minisorozat                                               |
| 2005      | Gyilkos számok                   | Numb3rs                                         | James Clearwater              | 1 epizód                                                  |
| 2005      | Bringások és bölények            | Buffalo Dreams                                  | John Blackhorse               | tévéfilm                                                  |
| 2006      |                                  | This is Wonderland                              | Paul Hilliard                 | 1 epizód                                                  |
| 2010–2011 | Erica világa                     | Being Erica                                     | Dr. Arthur                    | mellékszereplő                                            |
| 2013      |                                  | Family Tree                                     | Futóbika főnök                | 1 epizód                                                  |
| 2013–2015 | Az ellenállás városa             | Defiance                                        | Rafe McCawley                 | - főszereplő - magyar hangja:[forrás?] - Borbiczki Ferenc |
| 2014–2017 |                                  | Longmire                                        | Malachi Strand                | mellékszereplő                                            |
| 2018      | Riverdale                        | Riverdale                                       | Thomas Topaz                  | 1 epizód                                                  |
| 2018      |                                  | The Detour                                      | Narvin                        | 3 epizód                                                  |
| 2019      |                                  | Project Blue Book                               | David                         | 1 epizód                                                  |
| 2019      | Góliát                           | Goliath                                         | Kis varjú                     | mellékszereplő                                            |
| 2021      | Amerikai istenek                 | American Gods                                   | Whiskey Jack                  | 2 epizód                                                  |
| 2022      | 1883                             | 1883                                            | Foltos sas                    | minisorozat                                               |
| 2023      | The Last of Us                   | The Last of Us                                  | Marlon                        | - 1 epizód - magyar hangja: - Papp János                  |
| 2023      | A rezervátum kutyái              | Reservation Dogs                                | Maximus                       | 1 epizód                                                  |
| 2024      | Echo                             | Echo                                            | Skully                        | - minisorozat - magyar hangja:[forrás?] - Várkonyi András |

## Díjak, jelölések
- Oscar-díj
  - 1991. jelölés – Legjobb férfi mellékszereplő – Farkasokkal táncoló

- First Americans in the Arts Awards
  - 2000. nyert – Kiemelkedő teljesítmény férfi mellékszereplőként – Halálsoron

- Gemini-díj
  - 1994. nyert - Legjobb színész gyermekműsorban vagy sorozatban - The Adventures of Dudley the Dragon
  - 1994. jelölés - Legjobb vendégszereplő filmsorozatban - North of 60
  - 1997. nyert - Legjobb férfi mellékszereplő drámai filmben - Végtelen határok
  - 1998. nyert - Legjobb színész gyermekműsorban vagy sorozatban - The Adventures of Dudley the Dragon
  - 2000. jelölés - Legjobb színész komikus filmben vagy filmsorozatban - The Red Green Show
  - 2004. nyert – Earle Grey Award

- Golden Boot Awards
  - 2003. nyert

- Independent Spirit Awards
  - 2003. jelölés - Legjobb férfi főszereplő - Skins

- Prism Awards
  - 2003. jelölés - Skins

- Screen Actors Guild-díj
  - 2000. jelölés - Kiemelkedő színészi teljesítmény - Halálsoron

- Tokyo International Film Festival
  - 2000. Legjobb férfi főszereplő - Skins